# Bebek Imre (országbíró)
Pelsőci Bebek Imre (? – 1395) a Bebek család pelsőci ágának vámosi ágából származó országbíró, horvát–dalmát bán, szlavón bán, erdélyi vajda. Bebek György királynéi tárnokmester fia. Nagy Lajos király utolsó uralkodási éveiben emelkedett ki. 1382 után Mária királynő elkötelezett híve volt. Zsigmond trónra lépését elismerve országbíróvá, majd erdélyi vajdává nevezték ki. Számos földadományban részesült, amelyek megalapozták családja gazdagságát és befolyását a 15. században.
1379–1380-ban tornai ispán, 1380–1383-ig horvát–dalmát bán, 1383–1385-ben halicsi vajda, egyben sárosi és szepesi ispán, 1386. március-áprilisban szlavón bán, 1386. januártól, majd áprilistól 1392. márciusig országbíró, 1388-ban beregi ispán, 1391–1392-ig liptói és turóci ispán, 1392–1393-ig erdélyi vajda, 1393-tól haláláig királynéi tárnokmester és borsodi ispán volt.

## Családja
Az ősi Ákos nemzetségből származó befolyásos Bebek család vámosi ágában született.  Apja György, Erzsébet királyné bizalmasa, aki királynéi tárnokmesterként évtizedeken át, 1360-tól 1390-ig a kincstár uraként szolgált udvarában. Imrének két testvére volt, akik közül Detre 1397 és 1402 között Magyarország nádora volt. Volt egy ismeretlen nővére is, akit Alsólendvai Bánfi László vett feleségül. Imrének egy azonosítatlan nemesasszonnyal kötött házasságából legalább öt gyermeke volt. Istvánt csak egyszer említik 1397-ben; András 1415-ben lovászmesterként szolgált, Domonkos 1404-ben halt meg; Orsolya pedig előbb Mikcsfi Mikcshez, majd Racsai Jugához ment hozzá. Imre gyermekei közül egyedül Lászlónak volt egy leszármazottja: III. Imre, aki erdélyi vajdaként az 1448-as rigómezei csatában esett el.

## Élete

### Korai évek
Imre és Detre is 1370-ben jelennek meg először a korabeli feljegyzésekben. Politikai karrierjük a királyné udvarában kezdődött, ahol apjuk, György az egyik legbefolyásosabb udvaronc volt. Bebek Imre 1379-től 1380-ig tornai ispánként szolgált. Ebben a minőségében Szádvár várát és környékét is ő igazgatta. I. Lajos király 1380 októberében Horvátország és Dalmácia bánjává nevezte ki. December 19-én érkezett Zárába elődjét, Szécsi Miklóst váltva. Bebek Imre Mária királynőnek fontos bizalmasa volt. Mária édesapja, Nagy Lajos király halála után, 1382 szeptemberében, erős akaratú édesanyja, Erzsébet királyné gyámsága alatt lépett a magyar trónra. 1283 elején Mária még mindig távoli unokatestvérét támogatva Bebek parancsnoksága alatt magyar királyi segédcsapatokat küldött a Nápolyi Királyságba, hogy I. Lajos Anjou hercege ellenében segítsenek Durazzói Károlynak a nápolyi trón elfoglalásában. Hazatérve Mária királyné Bebeket Halics vajdájává tette (a méltóság azután keletkezett, hogy Nagy Lajos a lodomériai területeket szállt meg és Haliccsal együtt a Magyar Királysághoz csatolta). Emellett Bebeket Sáros és Szepes vármegye ispánjává is kinevezték. Ezeket a tisztségeket 1385 végéig, de legkésőbb 1386 január közepéig töltötte be.

### Országbíróként
Amíg Bebek Halicsban élt a tartomány kormányzása érdekében, Durazzói Károly nápolyi helyzetének megszilárdítása után a Magyar Királyságra is igényt tartott. A Károlyt támogató Erzsébet és Mária is népszerűtlen maradt a Károlyt ellenző magyar bárók többsége körében. Károly, a királynék és Luxemburgi Zsigmond, Mária vőlegénye között trónviszály bontakozott ki, majd Károly Buda felé vonulása során Mária ellenállás nélkül lemondott a koronáról, Károlyt pedig 1385. december 31-én Székesfehérváron Magyarország királlyá koronázták. II. Károly megpróbálta kibékíteni a szembenálló bárói szövetségeket, ennek eredményeként Mária számos híve hivatalban maradt. 1386 januárjában a király Bebeket országbíróvá nevezte ki. Személye mindkét fél számára elfogadható volt, hiszen évekkel ezelőtt Nápolyban sereget vezetett Károly támogatására, miközben Mária és Garai Miklós hűséges zászlóvivője volt.
Mária (és Erzsébet) Károly koronázása után is a budai királyi palotában élt, és királyi feladatokat látott el, így 1386 elején kettős hatalom alakult ki Magyarországon. Bebek annak ellenére, hogy Mária híve volt egyszerűen az országbíró címet használta, címében Károly vagy Mária említése nélkül. Bertényi Iván történész úgy érvelt, hogy ez a hivatal a gyenge központi hatalom idején vált függetlenné, és fokozatosan emelkedett az országbírói státuszba. Januárig Bebek királyi oklevelet adott ki, és Károly és Mária nevében is indított pereket. Ahogy Bertényi megjegyezte, Bebek azokban a hetekben az ország egységét és oszthatatlanságát képviselte. Ez a helyzet azonban csak átmenetinek bizonyult. A középkori krónikák szerint Bebek Imre - Garai Miklós bán, Alsáni Bálint püspök, Szentgyörgyi Tamás és apja, Bebek György mellett - jelen volt II. Károly február 7-i meggyilkolásakor, amikor Mária híve, Forgách Balázs megtámadta és halálosan megsebesítette a királyt. Máriát visszahelyezték a trónra, de a nevében anyja uralkodott. A déli területeken a Horváti testvérek, János és Pál a meggyilkolt király fia, a Nápolyi László nevében nyílt lázadást indítottak. A királynők megbízták Bebeket, hogy állítsa helyre a rendet Szlavóniában, ahol a nemesek többsége Károlyt támogatta. Bebek 1386 márciusában jelenik meg először szlavón bánként, miközben a országbírói méltósága betöltetlen maradt. Néhány hónapon belül azonban újra beiktatták országbíróként. Emellett 1388-ig Bars megyét is kormányozta.
1386 júliusában a királynők úgy döntöttek, hogy személyesen keresik fel a királyság déli megyéit, hogy lecsillapítsák az ellenzéket. A Garai kíséretében, szerény kísérettel utazó királynőket azonban lesből megtámadták a Horvátiak katonái. Garait és Forgáchot a lázadók megölték, fejüket Károly özvegyének, Margitnak küldték meg, a királynőket pedig elfogták és bebörtönözték. Ilyen körülmények között Bebek elismerte Zsigmond hitvesi jogát, és hűséget esküdött neki. Az interregnum időszakában (Mária 1386. július 25-i bebörtönzésétől Zsigmond 1387. március 31-i társuralkodóvá koronázásáig) Bebek ismét „judex curie regie”-nek nevezte magát, megkülönböztetve hivatalát a királyi tekintélytől. Bebek jelen volt, amikor Zsigmond 1387. július 4-én Zágrábban találkozott feleségével, miután az előzőleg sikeresen kiszabadult a börtönből. Mária hivatalosan Zsigmond társuralkodója maradt, de a kormányra gyakorolt befolyása minimális volt (Erzsébet királynét a fogságban meggyilkolták).
Bebeket 1388-tól 1390-ig Bereg vármegye ispánjaként, majd 1390-től 1392-ig Liptó és Turóc vármegyei ispánként említik, és boldogkői várnagy is szolgált. Bebek Imre és Detre 1387-ben kapta meg Szokoly várát és kilenc Sáros megyei falut. 1391-ben Zsigmond Gönc várát is a Bebek testvéreknek adományozta. Valamennyi földbirtok korábban Aba Amadé tartományúr és nemzetsége uralmához tartozott. Nápolyi László követei Horváti Pál püspökön keresztül más bárók mellett 1390. október 7-én titokban kapcsolatba léptek Bebekkel.

### Késői évei
1392. március 3-án Bebeket Erdély (egyben Szolnok vármegye ispánjává) vajdájává nevezték ki. Áprilisban indult Budáról Erdélybe, először Kolozsvárra ment, majd május 6. és 12. között részt vett a tordai országgyűlésen. Ezt követően visszatért a királyi udvarba, míg a tartományt helyettese, Szobi Bartolomaiosz alispán igazgatta. 1393 áprilisában ismét Erdélybe látogatott, részt vett az országgyűlésen. Egész nyáron a dévai várban tartózkodott, hogy előkészítse Erdély katonai védelmét és megerősítse határát az Oszmán Birodalommal szemben, amely hadjáratot indított Bulgária ellen és elfoglalta Tarnovót.
Zsigmond 1393 szeptemberében menesztette Bebeket vajda tisztségéből, és élete hátralévő részében szinte minden politikai befolyását elveszítette. Borsod megye ispánjává és Mária királynő tárokmesterévé nevezték ki. Ezeket a méltóságokat a várandós Mária tragikus haláláig, 1395. május 17-ig viselte, amikor is a királynéi udvar megszűnt. Maga Bebek is ebben az évben halt meg. A korábbi tudományos munkák tévesen azonosították személyét Detre testvérének fiával, Bebek Imre vránai priorral, aki 1403-ban a Zsigmond elleni felkelést vezette.

## Fordítás
Ez a szócikk részben vagy egészben  az   Emeric I Bebek című angol Wikipédia-szócikk ezen változatának fordításán alapul.  Az eredeti cikk szerkesztőit annak laptörténete sorolja fel. Ez a jelzés csupán a megfogalmazás eredetét és a szerzői jogokat jelzi, nem szolgál a cikkben szereplő információk forrásmegjelöléseként.